# Едвард Єлінек
Едвард Єлі́нек (чеськ. Edvard Jelínek; 6 червня 1855, Прага — 15 травня 1897, там само) — чеський письменник, прихильник української культури й українського національного відродження.
Видав «Козацькі нариси», «Українські Думи».